# Elecciones estatales de Tabasco de 1994
Las elecciones estatales de Tabasco de 1994 se llevaron a cabo el domingo 20 de noviembre de 1994, simultáneamente con las elecciones pasadas y en ellas se renovaron los siguientes cargos de elección popular en el estado mexicano de Tabasco:
- Gobernador de Tabasco. Titular del Poder Ejecutivo del estado, electo para un periodo de seis años no reelegibles en ningún caso. El candidato oficialmente electo fue Roberto Madrazo Pintado.
- 17 diputados del Congreso del Estado. Electos por mayoría relativa en cada uno de los Distrito Electorales.
- 17 ayuntamientos. Compuestos por un presidente municipal y un grupo de regidores, electos para un periodo de tres años no reelegibles para el periodo inmediato.

## Resultados electorales

### Gobernador
Los resultados de la elección para el gobernador de Tabasco causaron controversia, pues aunque se declaró oficialmente ganador a Roberto Madrazo, Andrés Manuel López Obrador no aceptó los resultados, denunció un fraude electoral y sobre todo el uso de recursos millonarios que superaban los topes de gastos de campaña por Roberto Madrazo, encabezó protestas y una marcha a la Ciudad de México, sin poder cambiar los resultados electorales.
Los resultados oficiales fueron los siguientes:
|  | 2.53 % |

|  | 50.10 % |

|  | 41.75 % |

|  | 0.54 % |

|  | 0.11 % |

|  | 0.15 % |

|  | 0.05 % |

|  | 0.23 % |

|  | 0.18 % |

|  | 2.36 % |

|  | 100.0 % |

Fuente: Instituto de Mercadotecnia y Opinión

### Diputados por el principio de mayoría relativa

#### Concentrado estatal
|  | 3.5 % |

|  | 54.6 % |

|  | 37.5 % |

|  | 0.9 % |

|  | 0.2 % |

|  | 0.2 % |

|  | 0.1 % |

|  | 0.3 % |

|  | 0.2 % |

|  | 2.7 % |

|  | 0.0 % |

|  | 100.0 % |

Fuente: Instituto de Mercadotecnia y Opinión